# Superliga 2025-2026 (Slovacchia)
La Superliga 2025-2026, chiamata anche Niké Liga 2025-2026 per motivi di sponsorizzazione, è la trenttrentatreesima edizione del campionato slovacco di calcio, iniziata il 26 luglio 2025 e che terminerà il 23 maggio 2026. La squadra campione in carica è lo Slovan Bratislava, al suo quindicesimo successo nella competizione.

## Stagione

### Novità
Dalla stagione precedente è stato retrocesso il Dukla B.B., ultimo classificato del campionato. Al suo posto dalla 2. Liga è stato promosso il Tatran Prešov, di ritorno in massima serie dopo sette anni di assenza.

### Regolamento
Le 12 squadre giocano un girone di andata e ritorno, per un totale di 22 giornate. Al termine della stagione regolare la classifica si spezza, con due gironi da 6 squadre che giocano un girone di andata e ritorno per un totale di 10 ulteriori giornate.
La prima classificata del gruppo scudetto è campione di Slovacchia e si qualifica per la UEFA Champions League 2026-2027, mentre seconda e terza si qualificano per la UEFA Conference League 2026-2027. Un ulteriore posto per le competizioni continentali spetta alla vincitrice della Coppa di Slovacchia; se questa dovesse essere già qualificata tramite campionato si giocheranno degli spareggi tra le squadre classificate dal quarto al settimo posto per assegnare lo slot.
L'ultima del gruppo retrocessione è invece retrocessa in 2. Liga, mentre la penultima gioca uno spareggio promozione/retrocessione con una squadra di 2. Liga per la permanenza in massima serie.

## Squadre partecipanti
| Club                | Città           | Stadio                   | Stagione precedente    |
| ------------------- | --------------- | ------------------------ | ---------------------- |
| DAC Dunajská Streda | Dunajská Streda | MOL Aréna                | 4° in Superliga        |
| FC Košice           | Košice          | Košická futbalová aréna  | 5° in Superliga        |
| Komárno             | Komárno         | ViOn Aréna               | 8° in Superliga        |
| Podbrezová          | Podbrezová      | ZELPO Aréna              | 6° in Superliga        |
| Ružomberok          | Ružomberok      | Štadión pod Čebraťom     | 10° in Superliga       |
| Skalica             | Skalica         | Mestský štadión          | 9° in Superliga        |
| Slovan Bratislava   | Bratislava      | Tehelné pole             | Campione di Slovacchia |
| Spartak Trnava      | Trnava          | Stadio Anton Malatinský  | 3° in Superliga        |
| Tatran Prešov       | Prešov          | Tatran Arena             | 1° in 2.Liga           |
| AS Trenčín          | Trenčín         | Štadión Sihoť            | 11° in Superliga       |
| Zemplín Michalovce  | Michalovce      | Stadio Mestský futbalový | 7° in Superliga        |
| Žilina              | Žilina          | Štadión pod Dubňom       | 2° in Superliga        |

## Allenatori e primatisti
| Squadra             | Allenatore       | Calciatore più presente | Cannoniere |
| ------------------- | ---------------- | ----------------------- | ---------- |
| DAC Dunajská Streda | Branislav Fodrek |                         |            |
| FC Košice           | Roman Skuhravý   |                         |            |
| Komárno             | Mikuláš Radványi |                         |            |
| Podbrezová          | Stefan Markulik  |                         |            |
| Ružomberok          | Ondřej Smetana   |                         |            |
| Skalica             | David Oulehla    |                         |            |
| Slovan Bratislava   | Vladimír Weiss   |                         |            |
| Spartak Trnava      | Michal Ščasný    |                         |            |
| Tatran Prešov       | Jaroslav Hynek   |                         |            |
| AS Trenčín          | Ricardo Moniz    |                         |            |
| Zemplín Michalovce  | Anton Šoltís     |                         |            |
| Žilina              | Petr Ruman       |                         |            |

## Stagione regolare

### Classifica
|  | Pos. |                     | Pt | G | V | N | P | GF | GS | DR |
|  | ---- | ------------------- | -- | - | - | - | - | -- | -- | -- |
|  | 1.   | DAC Dunajská Streda | 0  | 0 | 0 | 0 | 0 | 0  | 0  | 0  |
|  | 2.   | FC Košice           | 0  | 0 | 0 | 0 | 0 | 0  | 0  | 0  |
|  | 3.   | Komárno             | 0  | 0 | 0 | 0 | 0 | 0  | 0  | 0  |
|  | 4.   | Podbrezová          | 0  | 0 | 0 | 0 | 0 | 0  | 0  | 0  |
|  | 5.   | Ružomberok          | 0  | 0 | 0 | 0 | 0 | 0  | 0  | 0  |
|  | 6.   | Skalica             | 0  | 0 | 0 | 0 | 0 | 0  | 0  | 0  |
|  | 7.   | Slovan Bratislava   | 0  | 0 | 0 | 0 | 0 | 0  | 0  | 0  |
|  | 8.   | Spartak Trnava      | 0  | 0 | 0 | 0 | 0 | 0  | 0  | 0  |
|  | 9.   | Tatran Prešov       | 0  | 0 | 0 | 0 | 0 | 0  | 0  | 0  |
|  | 10.  | AS Trenčín          | 0  | 0 | 0 | 0 | 0 | 0  | 0  | 0  |
|  | 11.  | Zemplín Michalovce  | 0  | 0 | 0 | 0 | 0 | 0  | 0  | 0  |
|  | 12.  | Žilina              | 0  | 0 | 0 | 0 | 0 | 0  | 0  | 0  |

Legenda:
      Ammesse ai Play-off scudetto
      Ammesse ai Play-out
Regolamento:
Tre punti a vittoria, uno a pareggio, zero a sconfitta.

### Poule Scudetto

#### Classifica
|                       | Pos. | Squadra | Pt | G | V | N | P | GF | GS | DR |
| --------------------- | ---- | ------- | -- | - | - | - | - | -- | -- | -- |
| Slovacchia (bandiera) | 1.   |         | 0  | 0 | 0 | 0 | 0 | 0  | 0  | 0  |
|                       | 2.   |         | 0  | 0 | 0 | 0 | 0 | 0  | 0  | 0  |
|                       | 3.   |         | 0  | 0 | 0 | 0 | 0 | 0  | 0  | 0  |
|                       | 4.   |         | 0  | 0 | 0 | 0 | 0 | 0  | 0  | 0  |
|                       | 5.   |         | 0  | 0 | 0 | 0 | 0 | 0  | 0  | 0  |
|                       | 6.   |         | 0  | 0 | 0 | 0 | 0 | 0  | 0  | 0  |

Legenda:
      Campione della Slovacchia e ammessa alla UEFA Champions League 2022-2023
       Ammesse ai Turni di qualificazione di Conference League
       Ammessa ai Turni di qualificazione di Europa League
Regolamento:
Tre punti a vittoria, uno a pareggio, zero a sconfitta.

### Classifica finale
|  | Pos. | Squadra | Pt | G | V | N | P | GF | GS | DR |
|  | ---- | ------- | -- | - | - | - | - | -- | -- | -- |
|  | 7.   |         | 0  | 0 | 0 | 0 | 0 | 0  | 0  | 0  |
|  | 8.   |         | 0  | 0 | 0 | 0 | 0 | 0  | 0  | 0  |
|  | 9.   |         | 0  | 0 | 0 | 0 | 0 | 0  | 0  | 0  |
|  | 10.  |         | 0  | 0 | 0 | 0 | 0 | 0  | 0  | 0  |
|  | 11.  |         | 0  | 0 | 0 | 0 | 0 | 0  | 0  | 0  |
|  | 12.  |         | 0  | 0 | 0 | 0 | 0 | 0  | 0  | 0  |

Legenda:
      Retrocessione in 2.liga
Regolamento:
Tre punti a vittoria, uno a pareggio, zero a sconfitta.